# Raigad (distrikt)

Distriktets läge i Maharashtra.

Raigad (eller Raigarh) är ett distrikt i delstaten Maharashtra i västra Indien. Befolkningen uppgick till 2 207 929 invånare vid folkräkningen 2001, på en yta av 7 152 kvadratkilometer. Den administrativa huvudorten är Alibag, medan den största staden är Panvel. Distriktets namn kommer från Raigad, ett fort som byggdes under 1600-talet av Shivaji, grundaren av Marathariket. 

## Administrativ indelning
Distriktets är indelat i femton tehsil (en kommunliknande enhet):
- Alibag
- Karjat
- Khalapur
- Mahad
- Mangaon
- Mhasla
- Murud
- Panvel
- Pen
- Poladpur
- Roha
- Shrivardhan
- Sudgahad
- Tala
- Uran

## Städer
Distriktets städer är Alibag, distriktets huvudort, samt:
- Ambivali Tarf Wankhal, Birwadi, Dhatau, Goregaon, Kalundre, Karjat, Kegaon, Khopoli, Mahad, Matheran, Mhasla, Mohpada Alias Wasambe, Murud, Nagothana, Navi Mumbai, Neral, Pali, Panvel, Pen, Poladpur, Roha Ashtami, Shrivardhan, Taloje Panchnad, Uran och Utekhol